# 喷气推进实验室

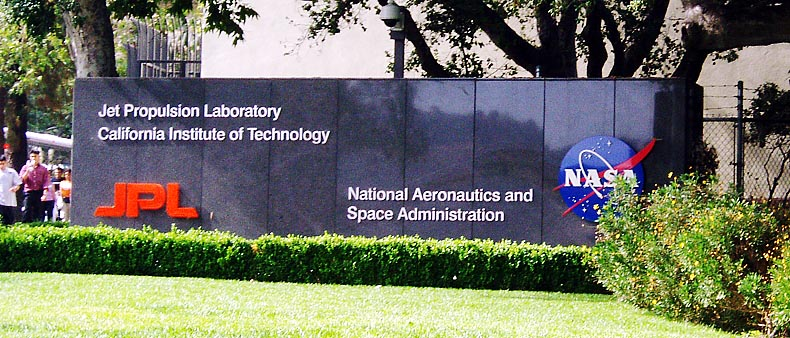

噴射推進實驗室（英語：Jet Propulsion Laboratory，縮寫：JPL）位于美国加利福尼亚州帕萨迪纳，是美国国家航空航天局的一个下属机构，行政上由加州理工学院管理，始建于1936年。喷气推进实验室的创始人包括知名航空工程权威西奥多·冯·卡门等人，主要负责为美国国家航空航天局开发和管理无人太空探测任务，同时也负责管理美国国家航空航天局的深空网络。
喷气推进实验室的主要项目有火星科学实验室任务（包括著名的好奇号火星车），火星勘测轨道飞行器，环绕木星的朱诺号探测器，NuSTAR X射线望远镜，用于地表土壤湿度监测的SMAP卫星，以及斯皮策空间望远镜等。它还负责管理JPL小天体数据库，提供了所有已知太阳系小天体的物理数据和出版物清单。

## 历史

### 历史发展

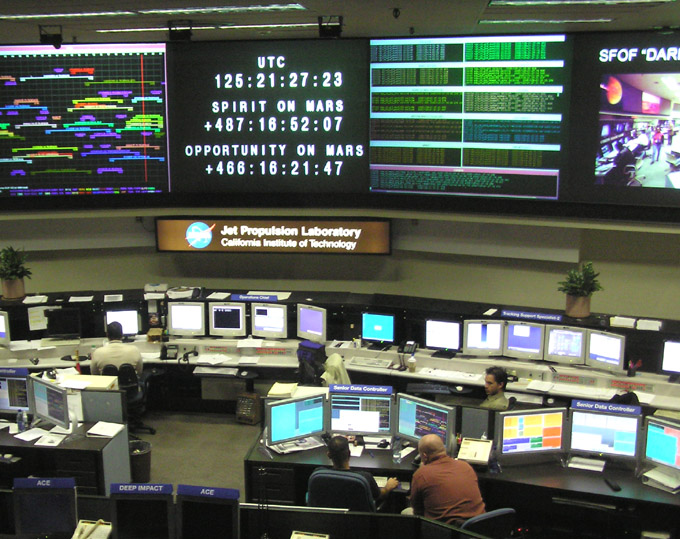
JPL控制大厅

喷气推进实验室的起源可以追溯到1936年加州理工学院的古根海姆航空实验室，当时在阿罗约赛科进行了第一组火箭试验。加州理工学院的研究生弗兰克·马利纳、钱学森、威尔德·阿诺德、阿波罗·M·O·史密斯，以及杰克·帕森斯和爱德华·S·福尔曼组成一个小组，测试一个酒精驱动的小马达来收集弗兰克·马利纳毕业论文的数据。由于担心火箭燃料爆炸带来的损害，加州理工学院要求这五人在学校以外的地方建立实验室。马利纳的论文导师是空气动力学专家西奥多·冯·卡门教授，冯·卡门最终在1939年为这项“火箭项目”争取到美国陆军的财政支持。
1941年，马利纳、帕森斯、福尔曼、马丁·萨默菲尔德和飞行员霍默·布希向美国陆军演示了第一枚喷气辅助起飞的火箭。1943年，冯·卡门和马利纳、帕森斯、福尔曼成立了喷气式飞机公司，生产喷气辅助起飞火箭。该项目于1943年11月被命名为“喷气推进实验室”，正式成为加州理工学院根据合同运营的陆军设施。此後第二次世界大战期间美国空军委托噴射推進實驗室对由纳粹德国研制的V2火箭及其他的军事项目进行战果评估（此时钱学森早已离开火箭小组，但是他在这一年前往德国询问德国火箭科学家，收集火箭资料）。基于此研究成果，噴射推進實驗室首先研制了MGM-5型导弹，此后又研制发展了MGM-29A型短程地对地导弹，此项研究直到1958年才被停止。
1958年，正值美蘇太空競賽的上升階段，噴射推進實驗室的政府职权全部转移到了新成立的NASA，以協助完成軍方技術轉移到民用太空研究的政治任務。在职权转移后，噴射推進實驗室保留了其原来的名字，並全心專注於太空研究之中，噴射推進實驗室的无人星际探索的任务就此开始。尽管大部分的关于噴射推進器的研究在1958年后就停止了，噴射推進實驗室在1995年又加入到了设计推进器的项目之中，这一次是和韦克曼太空探测器与推进器公司（Wickman Spacecraft and Propulsion Company）合作，共同研制和发展火箭发动机和噴射发动机。这种发动机可以通过直接燃烧火星大气层中的二氧化碳以产生动力。

### 历届主任
- 西奥多·冯·卡门，1938年至1944年
- 弗兰克·马利纳（Frank Malina），1944年至1946年
- 路易斯·杜恩（Louis Dunn），1946年至1954年10月1日
- 比尔·皮克林，1954年至1976年
- 布鲁斯·穆雷，1976年至1982年
- 小卢·艾伦（Lew Allan Jr.），1982年至1990年
- 爱德华·C·斯通，1991年至2001年
- 查尔斯·埃拉奇（Charles Elachi），2001年至今

## 行政管理

### 地点
美国国家航空航天局（NASA）屬下的噴射推進實驗室坐落在帕萨迪纳和拉肯亚达─弗林楚奇之间，靠近加利福尼亚州的洛杉矶。

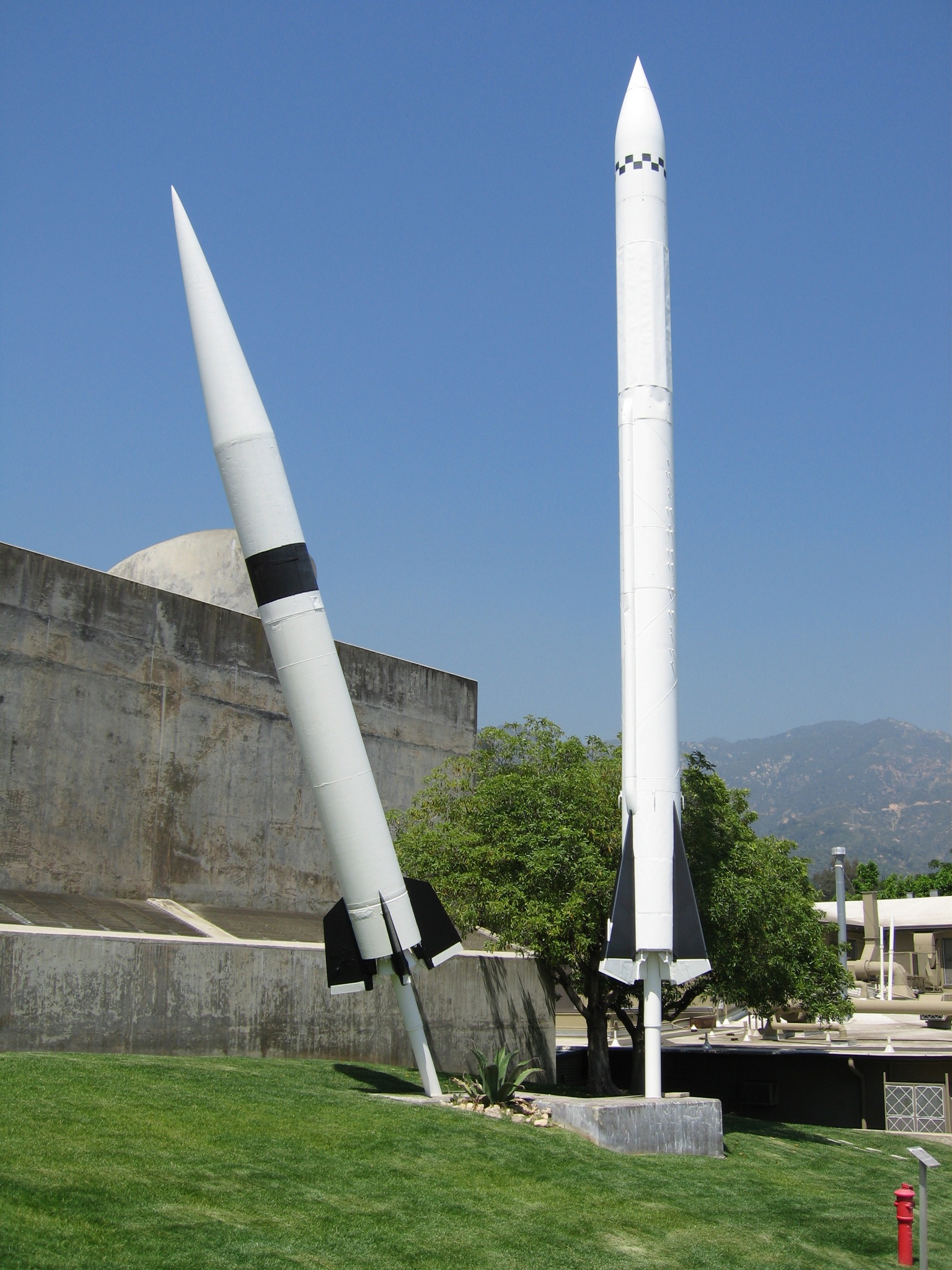
火箭模型

噴射推進實驗室坐落在拉肯亚达─弗林楚奇城中，总占地面积为177英亩（约为72公顷），占地皆归政府所有。但是实验室的大门及一些办公楼却坐落在小城帕萨迪那，所以它也就保留了在帕萨迪那的地址。

### 雇员

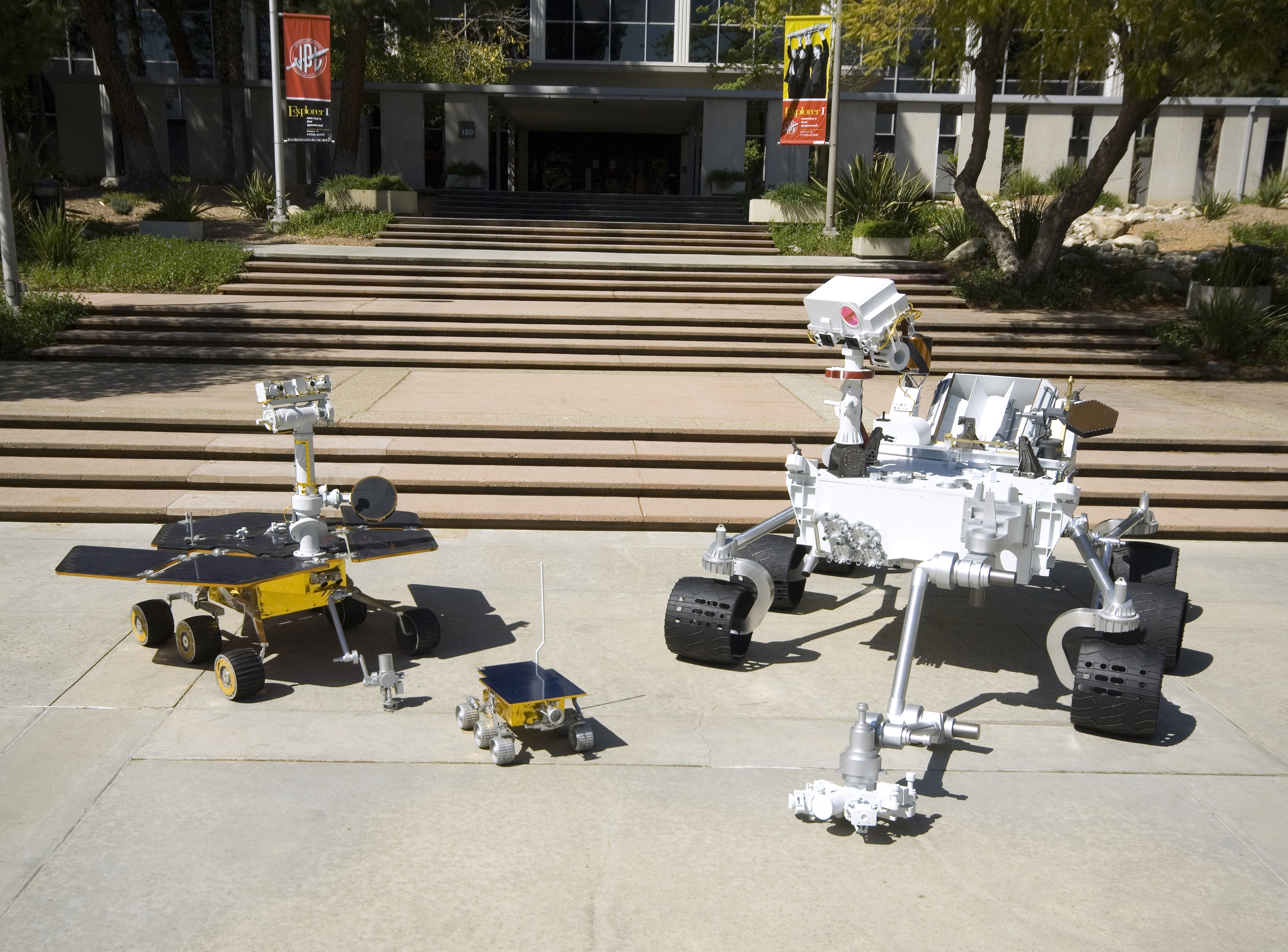
2008年5月12日，JPL在比较火星探测漫游者与火星探路者

共有大约5000名全职加州理工学院的雇员，此外还有几千个以其他合約形式聘僱的员工，他们可以選擇在指定的时间工作。此外NASA还專為政府人员设立了一个办公室以便监督实验室与政府间合作的执行情况。这里还有一些加州理工学院的在校生和实习生等。

### 资金来源
噴射推進實驗室是一个由政府提供资金的科學研究机构。它由加州理工学院受NASA的委托下进行管理。噴射推進實驗室所进行的科研项目中包括了伽利略木星探测任务和火星漫步任务（包括1997年的火星探路者任务和2003年的火星表面探测任务）。噴射推進實驗室已经向我们的太阳系中的每个行星都发射了无人探测器。噴射推進實驗室还进行了对地球准确测量的任务。它控制着全球的深空探测网络，这些设施分别坐落在加利福尼亚的Mojave沙漠，西班牙的马德里附近和澳大利亚的堪培拉附近。

## 研究任务
下表依時間順序列出噴射推進實驗室資助的重要計畫：

### 過去
- 1958年──探索者計划──探险者1号
- 1958年12月6日──先锋計畫3
- 1959年3月3日──先锋計畫4
- 1962年－1973年──水手號計劃1－10
- 1975年8月20日、9月9日──海盗計畫
- 1989年5月4日──麦哲伦號
- 1989年10月18日──伽利略號
- 1996年11月7日──火星環球探测者號
- 1996年12月4日──火星極地著陸者號
- 1998年10月24日──深太空1號
- 1998年12月11日──火星氣候探測者號
- 1997年10月15日──卡西尼-惠更斯號
- 1999年2月7日──星塵號
- 2001年4月7日──火星奧德賽號
- 2003年6月10日、7月7日──火星探測漫游者任務
- 2003年8月25日──史匹哲太空望遠鏡
- 2005年1月12日──深度撞擊號
- 2005年8月12日──火星偵察軌道器
- 2008年──大雙筒望遠鏡
- 2009年──克卜勒任務
- 2012年──火星科學實驗室

### 目前
- 2020年──火星2020

完整的列表請參見JPL Missions（英文）

### 其他工作
除了和政府之间的项目外，喷气与推进实验室也协助在一些电影电视工业，对一些关于电影中所涉及到的科学的准确性提供经常的建议，例如科幻影片《火星救援》等。

## 参观日

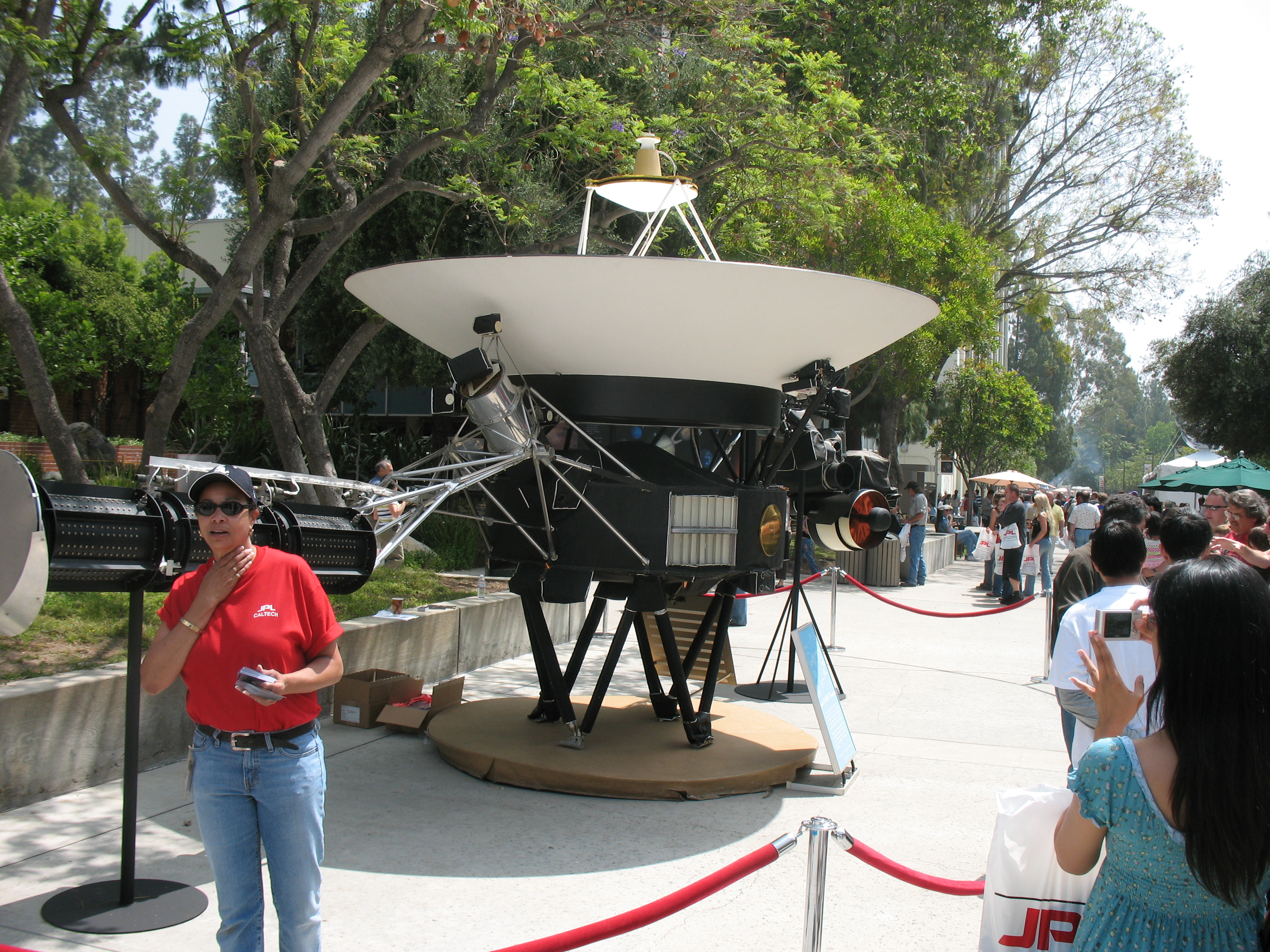
2007年JPL开放日活动中旅行者1号太空探测器的全尺寸模型。

噴射推進實驗室在每年的五月份的一个周末向公眾開放。大眾被邀請参觀實驗室的設施，目睹实验室有关科学技术的展示。如果事先預約，一些有限制的参观也是被允许的。每年有数以千计的来自加州及其他各州的中学生们来参观实验室。